# Dorra Ben Jaballah
Dorra Ben Jaballah, née le 2 mars 1992, est une escrimeuse tunisienne.

## Carrière
Lors des championnats d'Afrique 2011, Dorra Ben Jaballah est médaillée d'or en épée par équipes et médaillée d'argent en fleuret par équipes. Elle est médaillée d'or en épée par équipe aux championnats d'Afrique 2012 et aux championnats d'Afrique 2014. Aux championnats d'Afrique 2015, elle obtient l'or en épée par équipes et en fleuret par équipes.
Dorra Ben Jaballah est médaillée d'or en fleuret par équipes et médaillée de bronze en épée par équipes aux Jeux africains de 2015. Elle remporte ensuite la médaille d'or en fleuret par équipes et la médaille d'argent en épée par équipes aux championnats d'Afrique 2016.